# دفعة لندن (مسلسل)
مسلسل دفعة لندن هو مسلسل رمضاني خليجي انتج عام 2023 للكاتبة هبة مشاري حمادة و المخرج محمد بكير، صورت حلقاته بين لندن والقاهرة وحكايته تدور حول مجموعة طلاب جامعة ترمي بهم ريح الزمن الى ضواحي لندن ويتوجب عليهم العيش بأقصى الظروف. المسلسل يحمل جرعة تشويق ومغامرة. تعرض المسلسل لبعض النقد بسبب اساءته الواضحة للشعب العراقي، حيث أظهر الطلاب العراقيين بصورة غير لائقة ومهينة.

## القصة:
مجموعة من الطلبة العرب الذين ينتقلون إلى مدينة لندن للدراسة خلال فترة الثمانينيات حاملين معهم أفكارهم وتقاليدهم وأحلامهم الا ان هناك سيواجهان الكثير من المشاكل ولكن كانت النهاية بموت احدهم.
الابطال:
لولوة الملا بدور غنيمة
حمد أشكناني بدور حيدر
ليلى عبد الله بدور مضاوي
روان مهدي بدور عشتار
ناصر الدوسري بدور مقداد
صمود المؤمن بدور خديجة
رهف محمد بدور قماشة
ذو الفقار خضر بدور جابر
ريام الجزائري بدور ميسون
رولا عادل بدور لميعة
ميلا الزهراني بدور عسلة
هاشم نجدي بدور شبيب
فهد الصالح (ممثل) بدور سلطان
عبدالسلام محمد بدور طلال